# Lijst van voetbalinterlands Costa Rica - Nederland (vrouwen)
Deze lijst van voetbalinterlands is een overzicht van alle voetbalwedstrijden tussen de nationale vrouwenteams van Costa Rica en Nederland. Costa Rica en Nederland speelden tot op heden een keer tegen elkaar. Deze eerste wedstrijd, een vriendschappelijk duel, werd op 11 november 2022 gespeeld in Utrecht.

## Wedstrijden
| № | Plaats  | Datum            | Competitie        | Wedstrijd              | Uitslag |
| - | ------- | ---------------- | ----------------- | ---------------------- | ------- |
| 1 | Utrecht | 11 november 2022 | Vriendschappelijk | Nederland – Costa Rica | 4 – 0   |

## Samenvatting
| Competitie        | Totaal gespeeld | Winst Costa Rica | Gelijk | Winst Nederland | Doelsaldo Costa Rica – Nederland |
| ----------------- | --------------- | ---------------- | ------ | --------------- | -------------------------------- |
| Vriendschappelijk | 1               | 0                | 0      | 1               | 0 − 4                            |
| Totaal            | 1               | 0                | 0      | 1               | 0 − 4                            |

## Details

### Eerste ontmoeting
| Vriendschappelijk (Utrecht, Nederland, 11 november 2022):                         |       |            |
| Nederland                                                                         | 4 – 0 | Costa Rica |
| Daniëlle van de Donk 14' Dominique Janssen 42' Fenna Kalma 44' Esmee Brugts 45+2' | goals |            |

KNVB ·
A-internationals ·
Bondscoaches ·
Topscorers ·
Jong OranjeLeeuwinnen ·
Vrouwen U20 ·
Vrouwen U19 ·
Vrouwen U18 ·
Vrouwen U17 ·
Vrouwen U16 ·
Vrouwen U15

EK-wedstrijden vrouwen ·
WK-wedstrijden vrouwen ·
Resultaten vrouwen kwalificaties en eindronden
1971 – 1979 ·
1980 – 1989 ·
1990 – 1999 ·
2000 – 2009 ·
2010 – 2019 ·
2020 – 2029
EK 2009 ·
EK 2013 ·
WK 2015 · 
EK 2017 · 
WK 2019 · 
OS 2020 · 
EK 2022 · 
WK 2023
Albanië ·
Australië ·
België ·
Brazilië ·
Canada ·
Chili ·
China ·
Costa Rica ·
Cyprus ·
Denemarken ·
Duitsland ·
Engeland ·
Estland ·
Finland ·
Frankrijk ·
GOS ·
Griekenland ·
Hongarije ·
Ierland ·
IJsland ·
Indonesië ·
Israël ·
Italië ·
Ivoorkust ·
Japan ·
Kameroen ·
Kosovo ·
Kroatië ·
Mexico ·
Nieuw-Zeeland ·
Nigeria ·
Noord-Ierland ·
Noord-Korea ·
Noord-Macedonië ·
Noorwegen ·
Oekraïne ·
Oostenrijk ·
Polen ·
Portugal ·
Roemenië ·
Rusland ·
Schotland ·
Servië ·
Slovenië ·
Slowakije ·
Spanje ·
Thailand ·
Tsjechië ·
Turkije ·
Verenigde Staten ·
Vietnam ·
Wales ·
Wit-Rusland ·
Zambia ·
Zuid-Afrika ·
Zweden ·
Zwitserland
Denemarken (2017) ·
Verenigde Staten (2019)